# 红星乡 (榆树市)
红星乡，是中华人民共和国吉林省长春市榆树市下辖的一个乡镇级行政单位。

## 行政区划
红星乡下辖以下地区：
红星村、头号村、二号村、四号村、中心村、潘家村、郝家村、富有村、杨乡村、孙家村和石羊村。